# Loris Francesco Capovilla
Loris Francesco Capovilla (Pontelongo, 14 ottobre 1915 – Bergamo, 26 maggio 2016) è stato un cardinale e arcivescovo cattolico italiano.
Dal 15 aprile 2015 alla morte è stato il più anziano vescovo d'Italia e il quarto nel mondo. Sempre tra i vescovi, con riferimento agli anni trascorsi dall'ordinazione presbiterale - ben 76 dal 23 maggio 1940 - è stato, sempre nel medesimo periodo, primo tra gli italiani, e quarto a livello mondiale. È stato creato cardinale da papa Francesco il 22 febbraio 2014 a 98 anni, ricevendo il titolo presbiterale di Santa Maria in Trastevere e divenendo in tal modo il membro più anziano del collegio cardinalizio.

## Biografia
Nasce a Pontelongo, in provincia e diocesi di Padova, il 14 ottobre 1915 da Rodolfo e Letizia Callegaro. Viene battezzato nella chiesa parrocchiale dedicata a Sant'Andrea Apostolo. Il padre, funzionario della Società Belga Zuccherifici, muore trentasettenne nel 1922. L'evento causa alla vedova e ai due figli Loris e Lia un lungo periodo di precarietà e di peregrinazioni, sino all'approdo definitivo a Mestre (Venezia) nel 1929.

### Formazione e ministero sacerdotale
Alunno del seminario patriarcale di Venezia, è ordinato presbitero il 23 maggio 1940 dal cardinale patriarca Adeodato Piazza. Assolve diversi incarichi nella parrocchia di san Zaccaria e nella curia patriarcale, è cerimoniere capitolare nella basilica di San Marco; catechista alle scuole medie, cappellano dell'Onarmo a Porto Marghera, cappellano del carcere minorile e all'Ospedale degli infettivi.
Durante la seconda guerra mondiale presta servizio militare in aviazione. L'armistizio del 1943 lo coglie all'aeroporto di Parma, allora intitolato a Natale Palli. Si ricorda tuttora la sua opera umanitaria intesa a sottrarre quanti più avieri possibili all'internamento in Germania. A sessant'anni dalla fine del conflitto, la Gazzetta di Parma, il 7 febbraio 2005, lo ricorda con un articolo di Giorgio Torelli: "Così don Loris sfidò i tedeschi".
Nel 1945, il cardinale Adeodato Piazza lo designa predicatore domenicale a Radio Venezia, ministero protratto sino al 1953. Nel 1949 il patriarca Carlo Agostini lo nomina direttore del settimanale diocesano La Voce di San Marco e redattore della pagina veneziana dell'Avvenire d'Italia. È iscritto all'albo dei giornalisti dal 1950.
L'11 dicembre 1955 diviene cameriere segreto soprannumerario.
Per oltre un decennio, dal 15 marzo 1953 al 3 giugno 1963, è il segretario particolare di Angelo Giuseppe Roncalli, prima quando questi, appena creato cardinale, viene nominato nuovo patriarca di Venezia, poi, dopo aver partecipato come suo conclavista al conclave del 1958 indetto per l'elezione del successore di papa Pio XII, viene confermato, la sera del 28 ottobre 1958, dal neoeletto papa Giovanni XXIII, quale suo segretario particolare, incarico che terrà fino al momento della morte del pontefice.
Il 12 dicembre 1958 diventa prelato domestico, il 22 marzo 1960 cameriere segreto partecipante e il 24 dicembre di quello stesso anno protonotario apostolico soprannumerario in quanto, in tale data, entra a far parte, quale canonico, del capitolo della basilica di San Pietro in Vaticano.
Il nuovo pontefice, Paolo VI, gli affida l'incarico di prelato di anticamera e perito conciliare.

### Ministero episcopale e cardinalato
Papa Paolo VI lo nomina, il 26 giugno 1967, arcivescovo metropolita di Chieti e amministratore apostolico della diocesi di Vasto (oggi arcidiocesi di Chieti-Vasto). Riceve la consacrazione episcopale, il successivo 16 luglio, nella basilica di San Pietro in Vaticano, dallo stesso pontefice, co-consacranti Augusto Gianfranceschi, vescovo di Cesena (già ausiliare del cardinale Roncalli quando questi era patriarca di Venezia) e Jacques-Paul Martin, vescovo titolare di Neapoli di Palestina, canonico vaticano e officiale della Segreteria di Stato.
Come motto episcopale adotta Oboedentia et pax, lo stesso motto che era stato di papa Roncalli.
Appena quattro anni dopo, il 25 settembre 1971, viene nominato prelato nullius di Loreto, delegato pontificio per il santuario lauretano e arcivescovo titolare di Mesembria, sede che era stata titolo arcivescovile di Angelo Giuseppe Roncalli dal 1934 al 1953.
Il 10 dicembre 1988 si dimette dagli incarichi pastorali, pur conservando il titolo di arcivescovo titolare di Mesembria. Va ad abitare a Sotto il Monte Giovanni XXIII, in provincia di Bergamo, paese natale di papa Roncalli, dove continua a ricevere visite di pellegrini e di fedeli. In occasione della nomina cardinalizia il vescovo Francesco Beschi lo considera un uomo di grandissima rettitudine e di profonda cultura, vero e proprio testimone e "padre saggio", in particolare della diocesi di Bergamo.
Il 12 gennaio 2014 papa Francesco annuncia la sua elevazione a cardinale in relazione al suo servizio di una vita intera per il bene della Chiesa. Avendo oltrepassato la soglia degli ottant'anni, non entra nel novero dei cardinali elettori.
Le sue condizioni di salute non gli permettono di essere presente durante la cerimonia del concistoro e il papa manda quindi un legato pontificio, nella persona del cardinale Angelo Sodano, decano del Sacro Collegio, a imporgli la berretta cardinalizia il 1º marzo 2014 a Sotto il Monte. Nella stessa cerimonia riceve la bolla papale con la quale gli venne assegnato il titolo cardinalizio di Santa Maria in Trastevere, di cui prende possesso tramite un delegato il 28 novembre 2015.

### Gli ultimi anni
Il 14 ottobre 2015 compie 100 anni e sceglie di festeggiare insieme con i profughi ospitati a Sotto il Monte.
Muore nella clinica Palazzolo di Bergamo il 26 maggio 2016, solennità del Corpus Domini e anniversario della morte del padre.
Le esequie si tengono il 30 maggio alle ore 8:00 nella cappella di Ca' Maitino alla presenza degli amici più intimi, secondo le volontà espresse per iscritto a Ivan Bastoni, da lui nominato suo erede universale. Alle 10.30 viene celebrata nella chiesa parrocchiale di Sotto il Monte una messa pubblica in suffragio, presieduta dal vescovo di Bergamo Francesco Beschi; concelebrano il patriarca di Venezia Francesco Moraglia e numerosi arcivescovi e vescovi. È sepolto nel cimitero dell'abbazia rettoria di Sant'Egidio in Fontanella.

## Genealogia episcopale
La genealogia episcopale è:
- Cardinale Scipione Rebiba
- Cardinale Giulio Antonio Santori
- Cardinale Girolamo Bernerio, O.P.
- Arcivescovo Galeazzo Sanvitale
- Cardinale Ludovico Ludovisi
- Cardinale Luigi Caetani
- Cardinale Ulderico Carpegna
- Cardinale Paluzzo Paluzzi Altieri degli Albertoni
- Papa Benedetto XIII
- Papa Benedetto XIV
- Papa Clemente XIII
- Cardinale Marcantonio Colonna
- Cardinale Giacinto Sigismondo Gerdil, B.
- Cardinale Giulio Maria della Somaglia
- Cardinale Carlo Odescalchi, S.I.
- Cardinale Costantino Patrizi Naro
- Cardinale Lucido Maria Parocchi
- Papa Pio X
- Papa Benedetto XV
- Papa Pio XII
- Cardinale Eugène Tisserant
- Papa Paolo VI
- Cardinale Loris Francesco Capovilla

## Onorificenze e riconoscimenti
- Medaglia speciale della Fondazione Internazionale Raoul Wallenberg per la vita dedicata a promuovere, tramandare e divulgare la memoria di papa Giovanni XXIII, ricevuta a Sotto Il Monte il 25 giugno 2013 (Fondazione Internazionale Raoul Wallenberg)
- Premio Nazionale Bonifacio VIII - V edizione (2007) assegnatogli dall'Accademia Bonifaciana di Anagni, con la seguente motivazione: "È stato il custode della memoria storica di Angelo Giuseppe Roncalli, che ha servito come discreto e fedele segretario particolare per dieci anni, prima durante il patriarcato a Venezia (1953-1958) e poi nel corso del pontificato (1958-1963)", ricevuto a Sotto Il Monte il 3 ottobre 2007 dal Rettore Presidente Cav. Dott. Sante De Angelis.
- È cittadino onorario di varie città italiane, tra cui Bergamo[16], Lipari[17] e Chieti[18], sua prima designazione vescovile, talmente cara da indurlo a conchiudere ogni suo scritto agli abruzzesi con la formula: "Loris Francesco Capovilla, olim pater semper amicus, un tempo padre, adesso amico".

## Opere
Capovilla ha curato la pubblicazione di numerosi scritti su e di Papa Roncalli tra cui:
- Il Giornale dell'anima;
- Lettere ai familiari;
- Lettere 1958-1963;
- Giovanni e Paolo, due Papi;

per Grafica e Arte Bergamo;
- Volto d'Angelo;
- Papa Giovanni un secolo;
- L'Ite Missa est di Papa Giovanni;
- la trilogia di cui è autore lo stesso pontefice: Questo è il mistero della mia vita;
- Loris Francesco Capovilla, Papa Giovanni segno dei tempi, Ed. Paoline, Roma 1967;
- Giovanni XXIII nel ricordo del segretario Loris Francesco Capovilla, intervista di Marco Roncalli, Ed. San Paolo, Cinisello Balsamo (MI) anno 1994;
- Pio IX nel pensiero e nel cuore di Giovanni XXIII[19].
- Ricordo dal Concilio - Siamo appena all'aurora a cura di Ernesto Preziosi

Ha pubblicato sullo stesso tema centinaia di opuscoli e di articoli in quotidiani, settimanali e riviste.

## Rappresentazioni televisive
Loris Francesco Capovilla è interpretato, nelle seguenti rappresentazioni televisive da:
- Paolo Gasparini nella miniserie TV del 2002, intitolata Papa Giovanni - Ioannes XXIII, che narra la vita di Roncalli dall'infanzia fino alla morte. Regia di Giorgio Capitani
- Roberto Citran nella miniserie TV del 2003 in due puntate, intitolata Il papa buono, che racconta la vita di papa Giovanni XXIII. Regia di Ricky Tognazzi.